# BOB ABDeh 8/8
Die BOB ABDeh 8/8 sind dreiteilige meterspurige elektrische Niederflur-Gelenktriebzüge der Berner-Oberland-Bahn (BOB) in der Schweiz für gemischten Adhäsions- und Zahnradbetrieb, hergestellt von Stadler Bussnang.

## Geschichte
Um die Triebwagen ABeh 4/4 I aus den Jahren 1965 und 1979 und die dazu passenden Personenwagen zu ersetzen, bestellten die BOB im Sommer 2014 bei Stadler Rail sechs dreiteilige Triebzüge mit Adhäsions- und Zahnradantrieb. Der Bestellung ging eine vertiefte Evaluation mit drei geprüften Varianten voraus:
| Variante          | Anzahl Module                 | Länge | Sitzplätze | Sitzplätze | Fläche Gepäckraum | Standardkomposition            |
| Variante          | Anzahl Module                 | Länge | 1. Kl.     | 2. Kl.     | Fläche Gepäckraum | Standardkomposition            |
| ----------------- | ----------------------------- | ----- | ---------- | ---------- | ----------------- | ------------------------------ |
| «Triebzug lang»   | analog vierteiligem MGB Komet | 81 m  | 30         | 180        | 8 m²              | Triebzug + dreiteiliger GSW    |
| «Triebzug mittel» | analog dreiteiligem MGB Komet |       | 24         | 120        | 8 m²              | Triebzug + vierteiliger GSW    |
| «Triebzug kurz»   | zweiteilig                    | 41 m  | 12         | 80         | 5 m²              | 2 Triebzüge + dreiteiliger GSW |

Bei der Evaluation standen die extremen Nachfrageschwankungen von Hoch- und Nebensaison der im Tourismusverkehr tätigen Berner Oberland-Bahn (BOB) im Zentrum. Das zu beschaffende Rollmaterial muss so ausgelegt sein, dass sich die Kompositionen einfach an die Nachfrage anpassen lassen. Das Platzangebot der Variante „mittel“ entsprach am besten der Verkehrsnachfrage in den Randzeiten, so dass ein dreiteiliger Triebzug zu diesen Zeiten als Alleinfahrer eingesetzt werden kann. Die BOB entschieden sich für den Kauf sechs dreiteiliger Triebzüge und drei weiterer Gelenksteuerwagen (GSW) ABt 431–433. Die fünf bereits vorhandenen Niederflurgelenksteuerwagen ABt 421–425 aus dem Jahr 2004 wurden für den Betrieb mit den ABDeh  8/8 angepasst.

## Technik

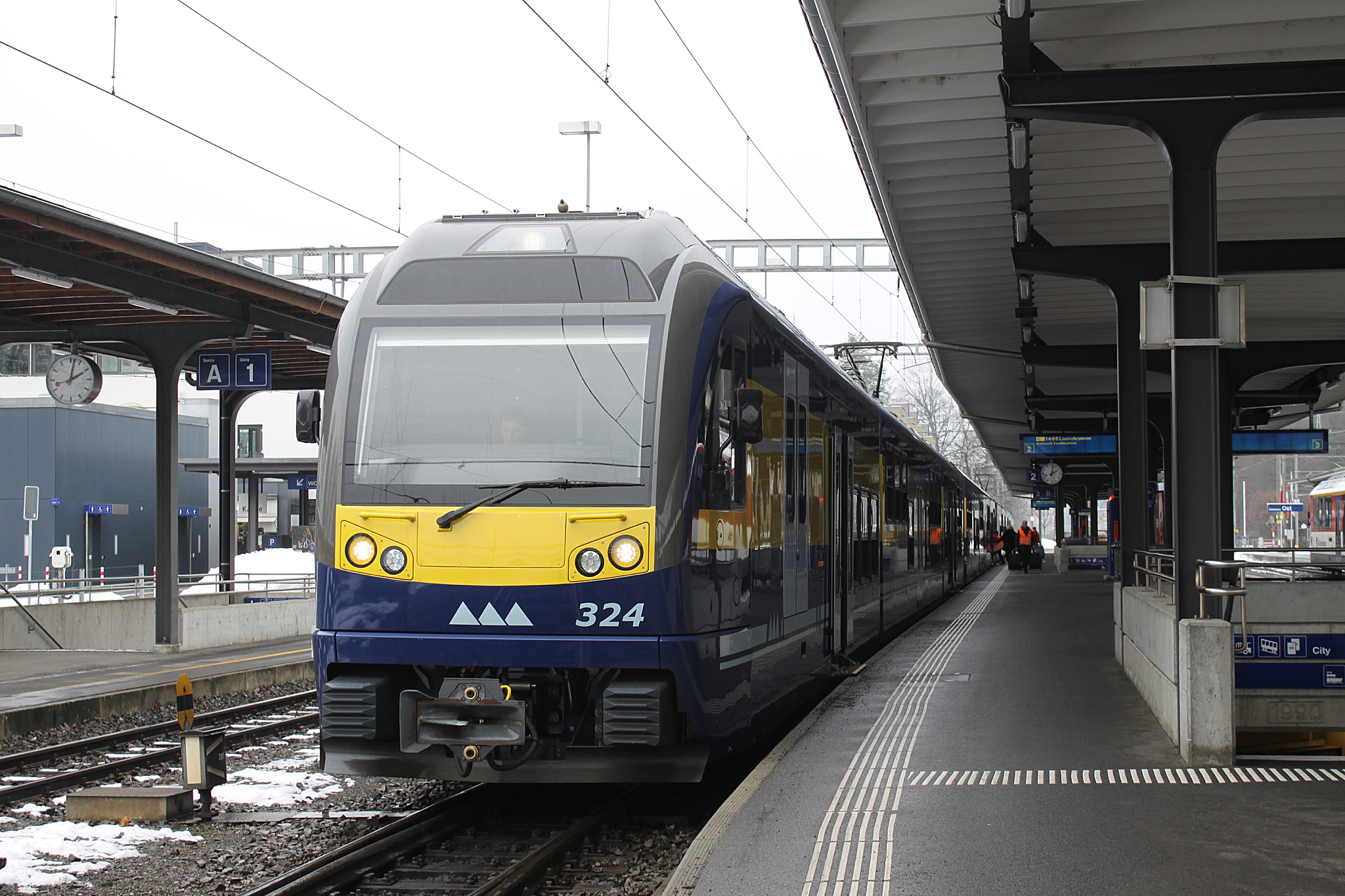
Die Führerkabinen wurden von den Adler und Flirt der Zentralbahn und von den Westschweizer Meterspurzügen übernommen.

Jeder Triebzug besteht aus einem vierachsigen Mittelwagen, auf den auf jeder Seite ein Endwagen mit je einem Drehgestell aufgesattelt ist. Alle vier Drehgestelle sind im Wesentlichen gleich gebaut und verfügen über einen Antrieb für gemischten Adhäsions- und Zahnradbetrieb mit pneumatisch abkuppelbaren Adhäsionsrädern, der von den Zahnrad-GTW von MVR und TPC übernommen wurde. Die Wagenkästen bestehen aus einer vollständig geschweissten Aluminiumkonstruktion, deren Struktur zusammen mit den die verschärften Crashnormen erfüllenden Frontpartien von den Westschweizer Meterspurzügen stammt. Sie sind für eine Längsdruckkraft von 800 kN ausgelegt. Die Fussbodenhöhe beträgt im Niederflurbereich 400 mm, was optimale Einstiegsverhältnisse an 35 cm hohen Meterspurperrons ergibt. Über den Drehgestellen beträgt die Fussbodenhöhe 1100 mm. Die automatischen Mittelpufferkupplungen von Schwab Verkehrstechnik erlauben ein einfaches Stärken und Schwächen der Züge, um sie den Nachfrageschwankungen anzupassen. Bis alle im Einsatz verbleibenden Fahrzeuge umgebaut waren, wurden die Schwab-Kupplungsköpfe vorübergehend durch klassische GFN-Kupplungen ersetzt.
Die ABDeh 8/8 verfügen über fünf Bremssysteme. Als Betriebs- und Beharrungsbremse dient eine auf alle Räder wirkende Rekuperationsbremse, die bis kurz vor dem Stillstand wirkt. Sie wird ergänzt durch eine druckluftbetriebene Adhäsions-Klotzbremse und eine Federspeicherbremse im Regime Adhäsion, die beide auch auf alle Achsen wirken. Eine Bandbremse auf jedem Radsatz dient als Zahnradbremssystem 1 und das aus zwei Federspeicher-Bandbremsen pro Triebachse bestehende Zahnradbremssystem 2 als Sicherheits- und Feststellbremse.
Die von den Westschweizer Meterspurzügen übernommenen Stromrichter mit integrierten Bordnetzumrichter sind auf dem Dach montiert. Mit einer Dauerleistung von 2800 kW wird auch beim Ausfall eines Umrichters der Betriebseinsatz kaum eingeschränkt. Die Anfahrzugkraft von 400 kN erlaubt die Beförderung eines 250 Tonnen schweren Zugs mit zwei Gelenksteuerwagen. Eiskratzer an beiden Einholmstromabnehmern garantieren auch bei Raureif eine gute Stromabnahme.
Die Fahrgasträume verfügen über eine kombinierte Heizungs-/Lüftungsanlage, die Führerstände über eine Klimaanlage. In der ersten Klasse ist eine bequeme 1 + 2-Bestuhlung eingebaut. Die Fahrzielanzeige und die behindertengerechte Toilette stammen von den Adler- und Fink-Zügen der Zentralbahn.

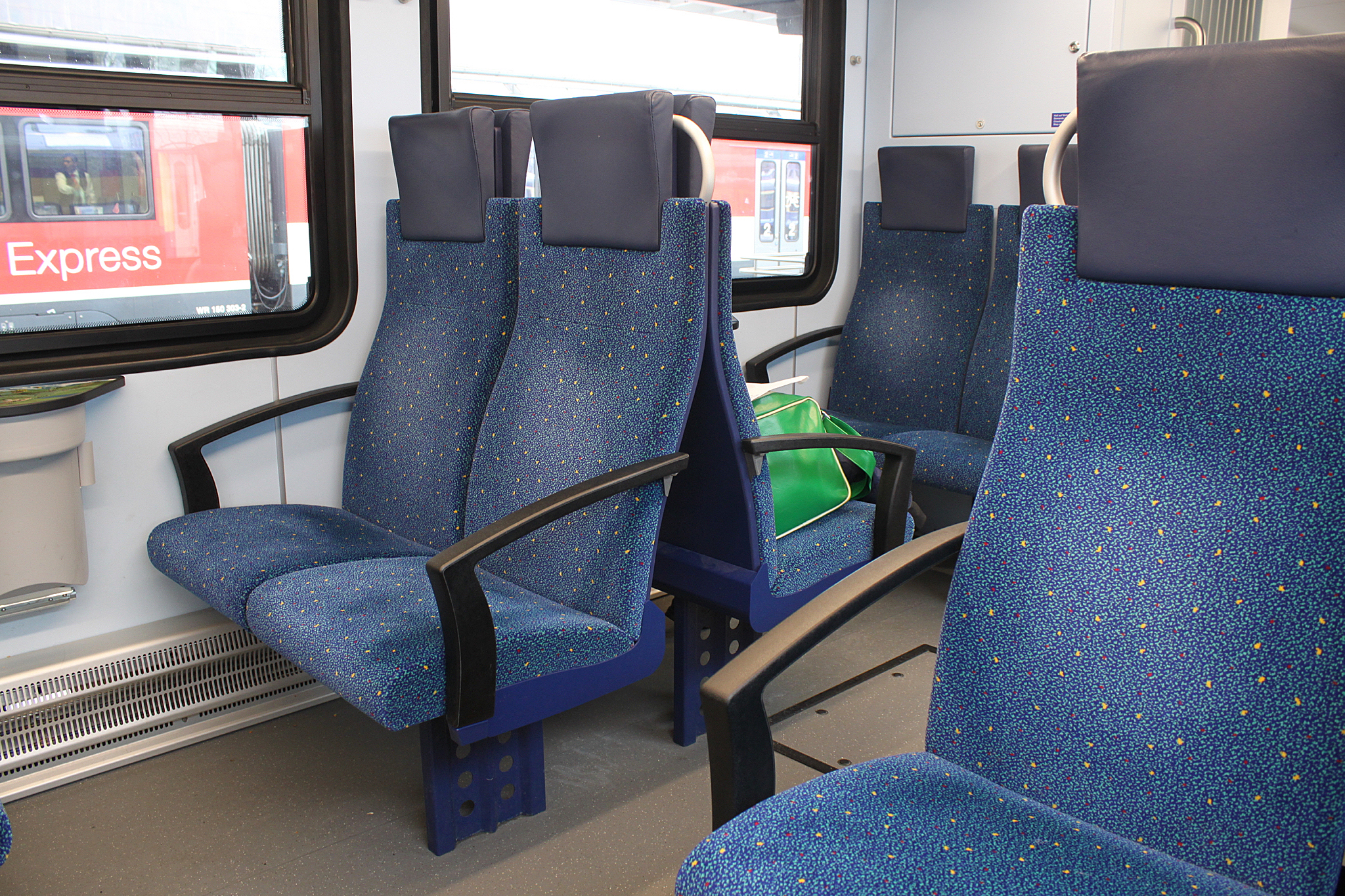
Zweitklass-Bestuhlung im Niederflurbereich
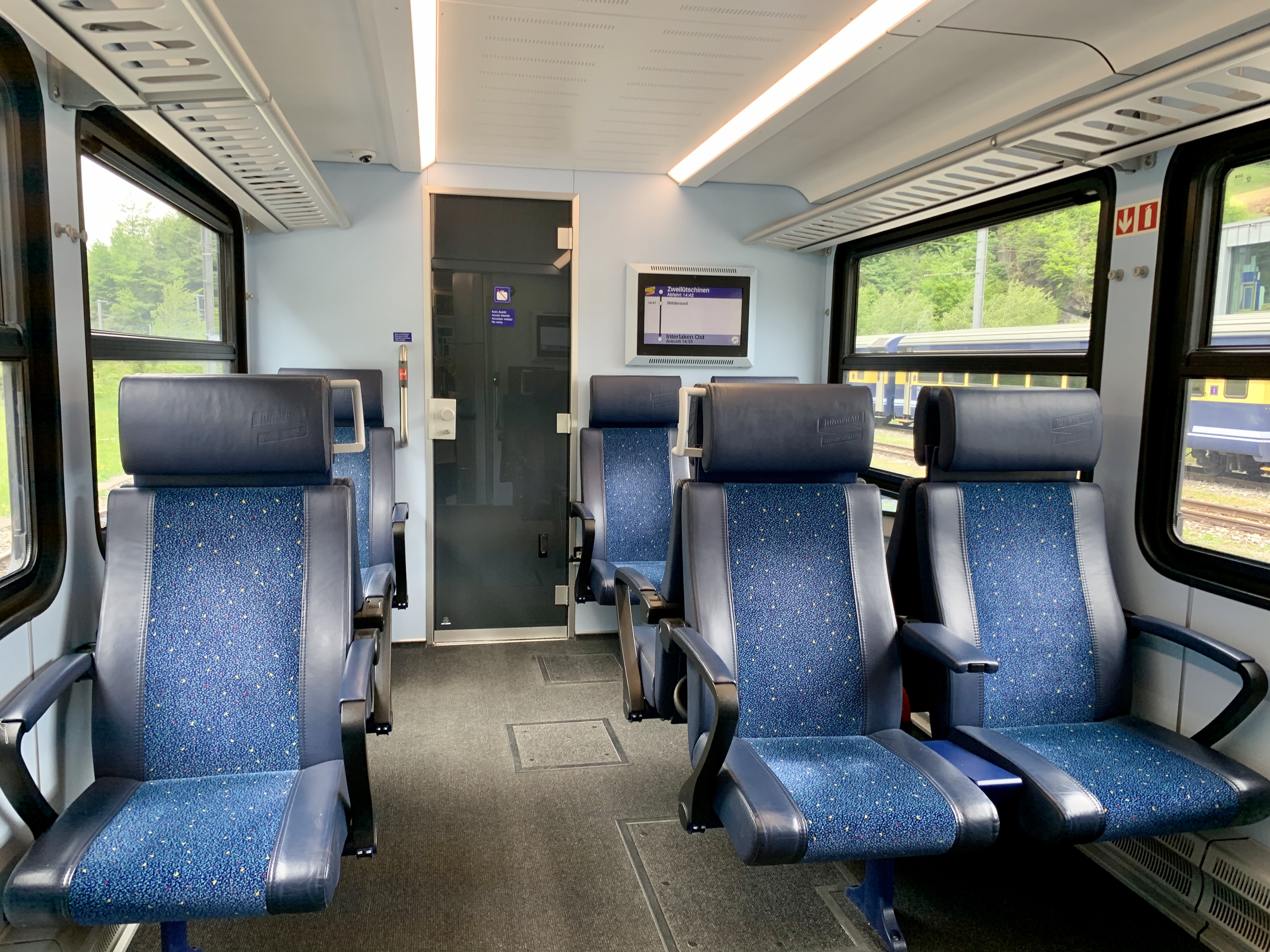
Erstklass-Abteil am Zugende talseitig
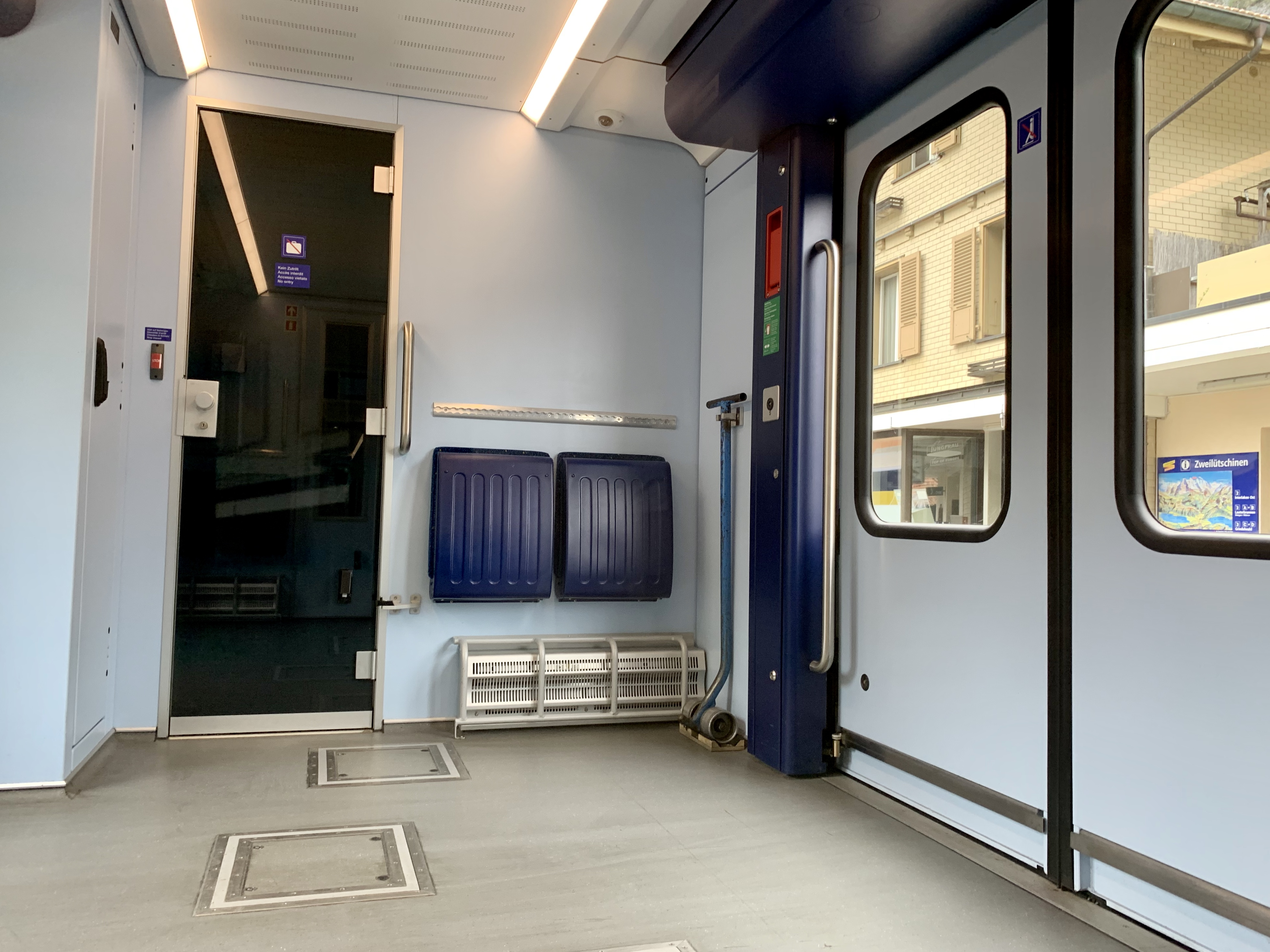
Das Gepäckabteil am anderen Zugende bergseitig
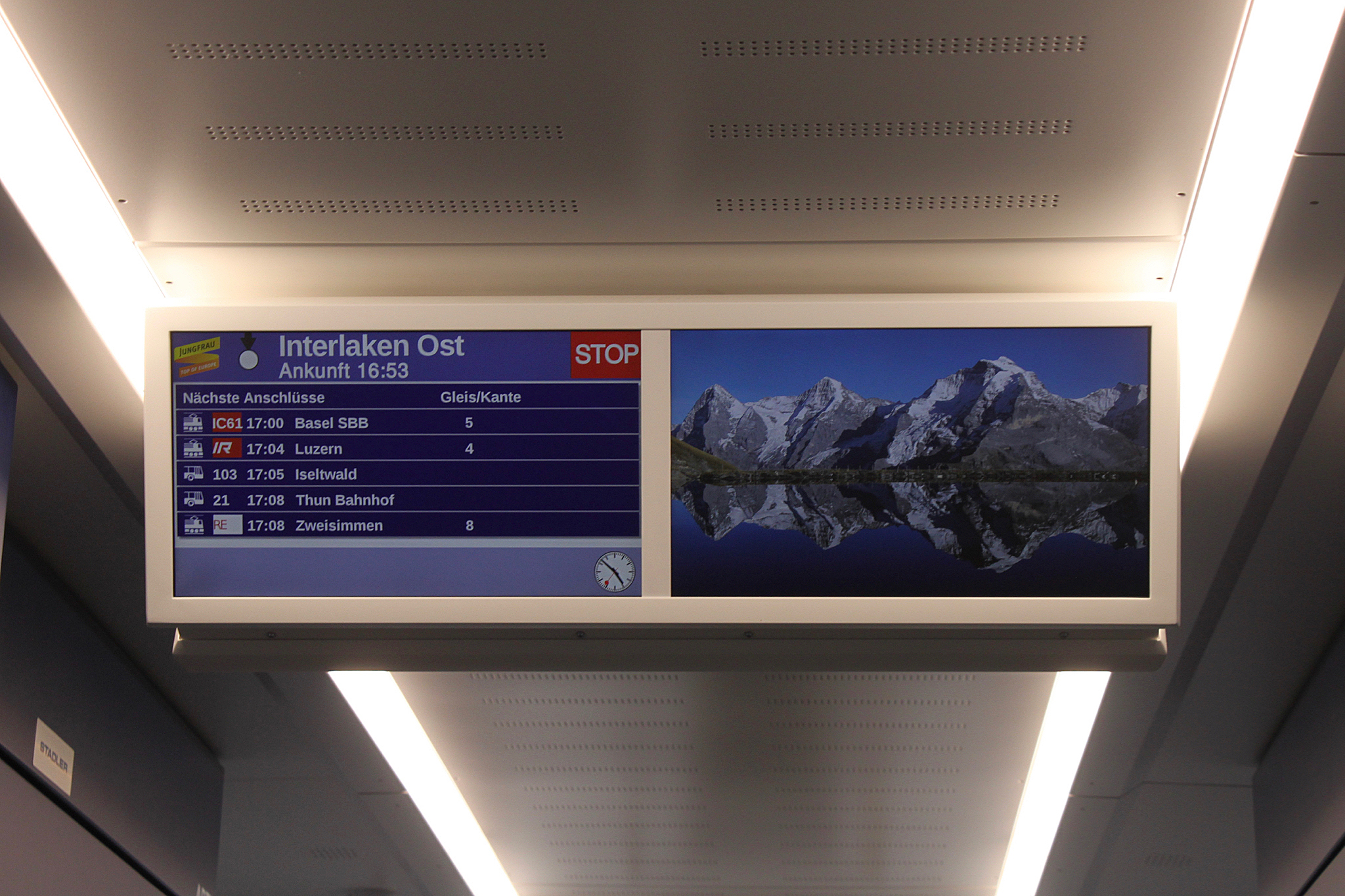
Fahrgastinformationssystem der ABDeh 8/8

## Betrieb
Die ABDeh 8/8 wurden zwischen Februar und Sommer 2017 abgeliefert. Fünf Triebzüge werden zusammen mit den ABeh 4/4 II seit Dezember 2017 für den neu eingeführten Halbstundentakt auf der Berner Oberland-Bahn benötigt, ein sechster dient als Reserve. Die von Interlaken Ost ausgehenden Züge werden in der Regel in Zweilütschinen geflügelt. Der vordere, aus einem  ABDeh 8/8 und einem Niederflurgelenksteuerwagen ABt 421–425/431–433 bestehende Zugteil fährt weiter nach Lauterbrunnen. Der hintere Teil verkehrt mit einem ABDeh 8/8 und einem oder zwei Niederflursteuerwagen nach Grindelwald. Bei geringem Fahrgastaufkommen verkehren die Triebzüge ohne Anhängelast.

## Fahrzeugliste

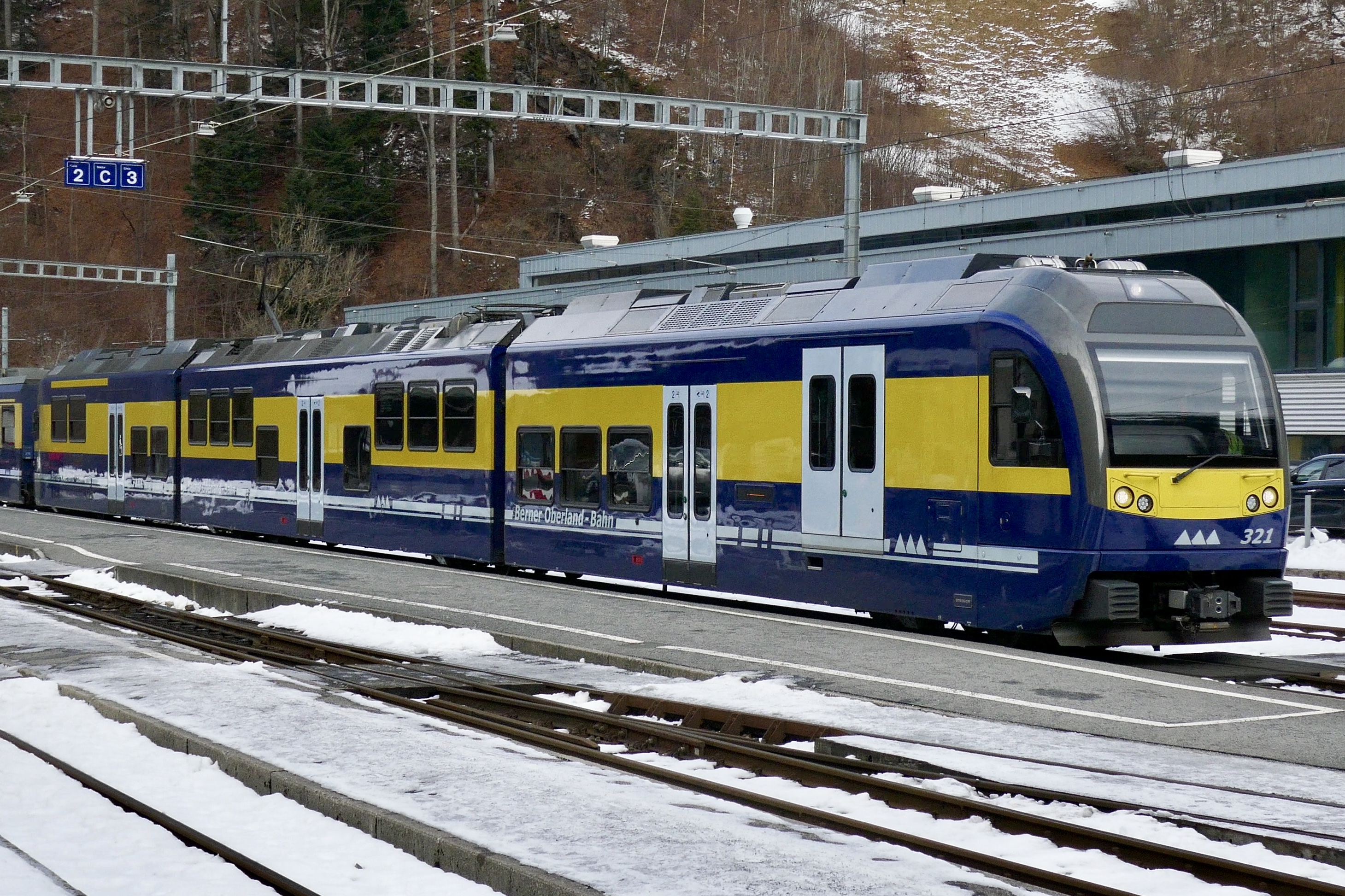
Nr. 321 in Zweilütschinen
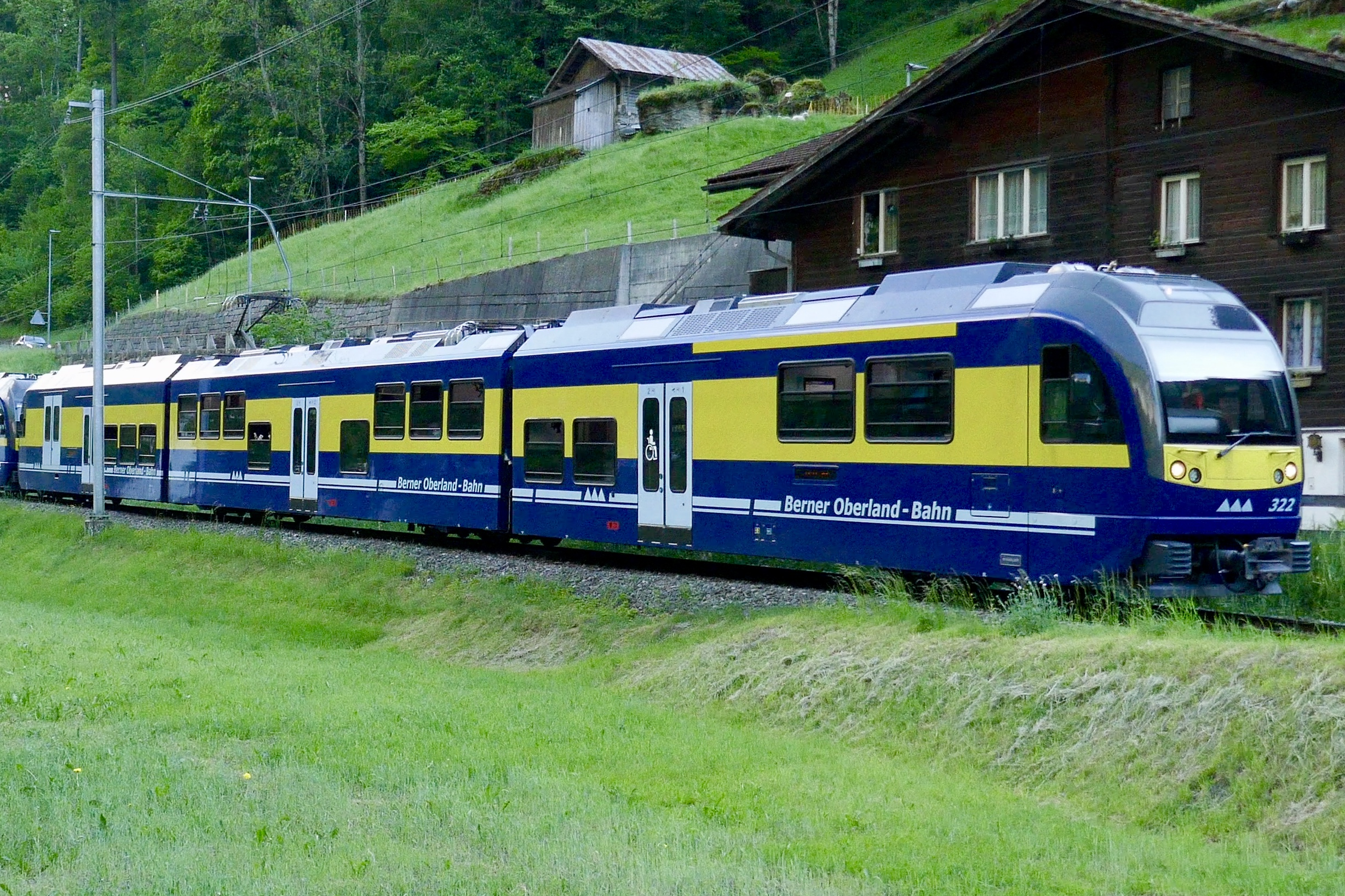
Nr. 322 bei Lauterbrunnen
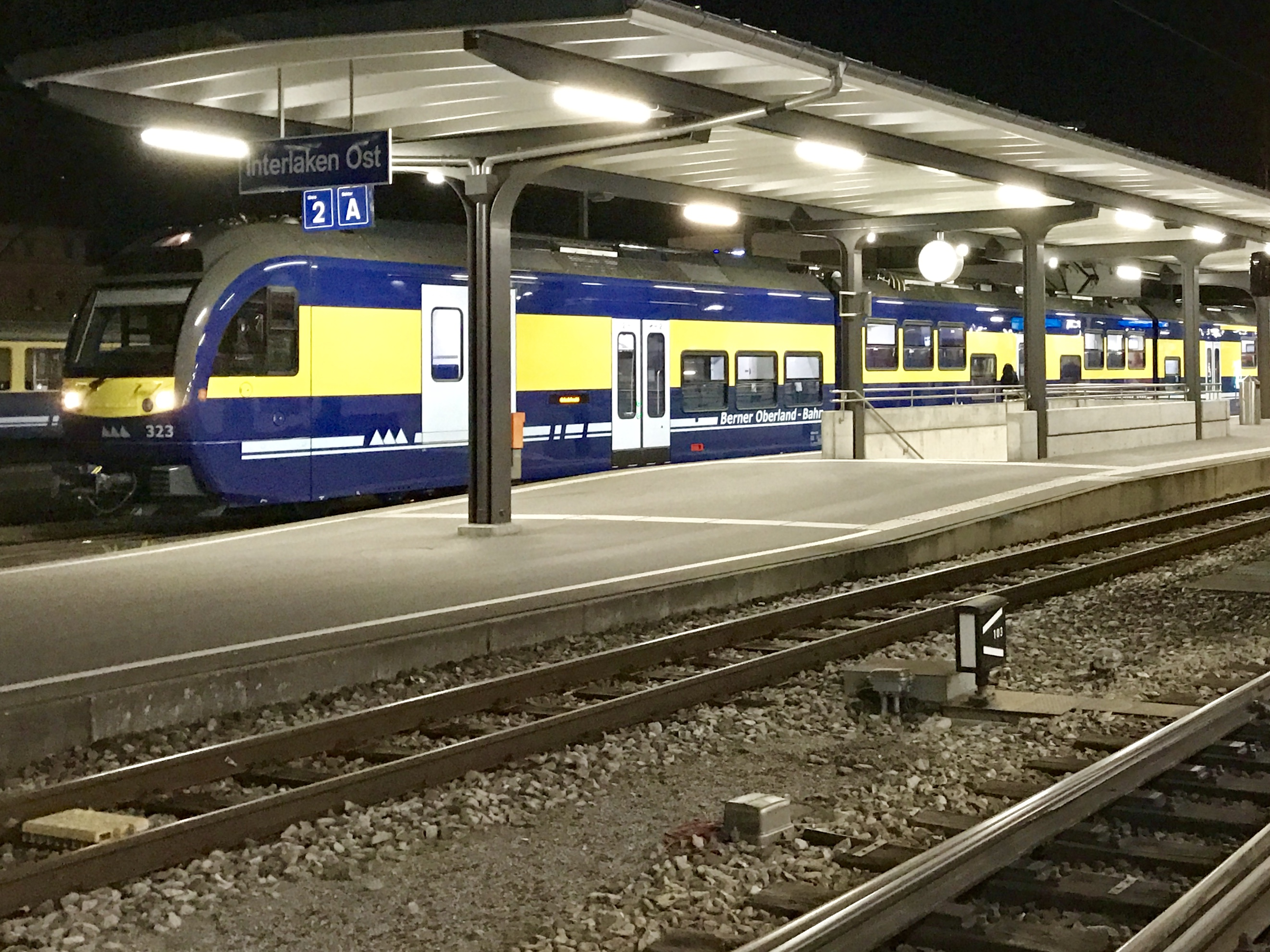
Nr. 323 im Bahnhof Interlaken Ost
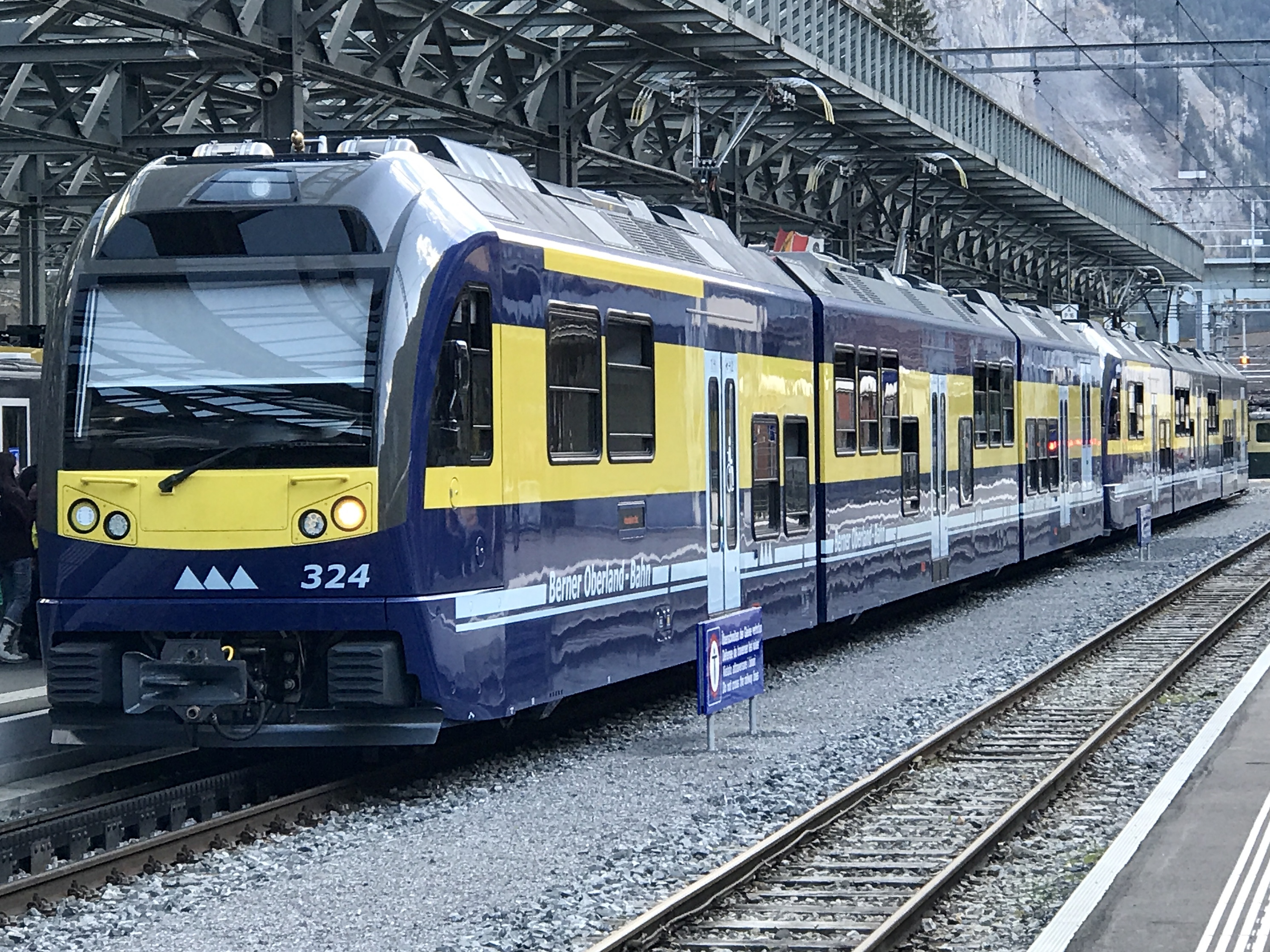
Nr. 324 in Lauterbrunnen
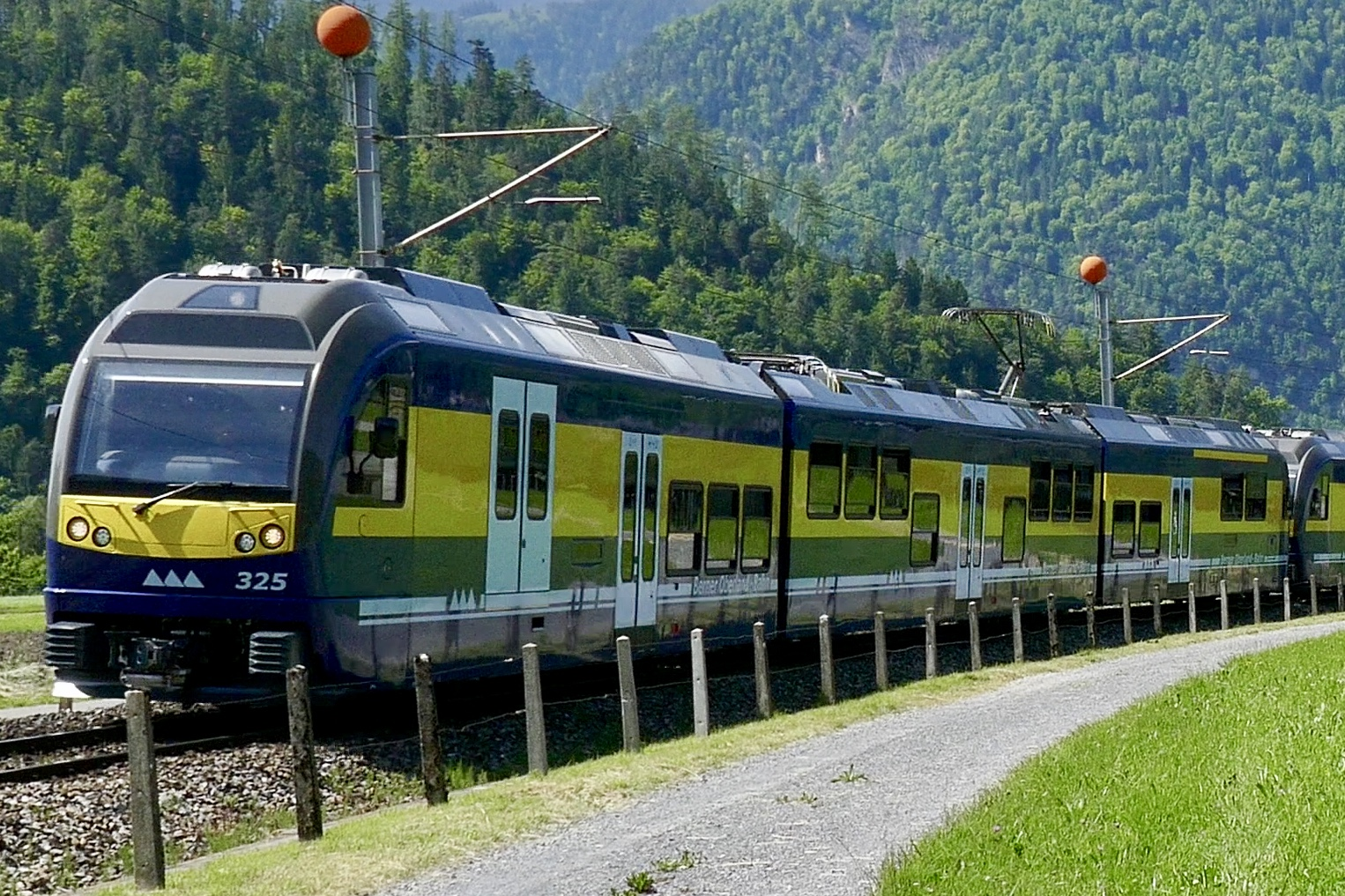
Nr. 325 beim Flughafen Interlaken
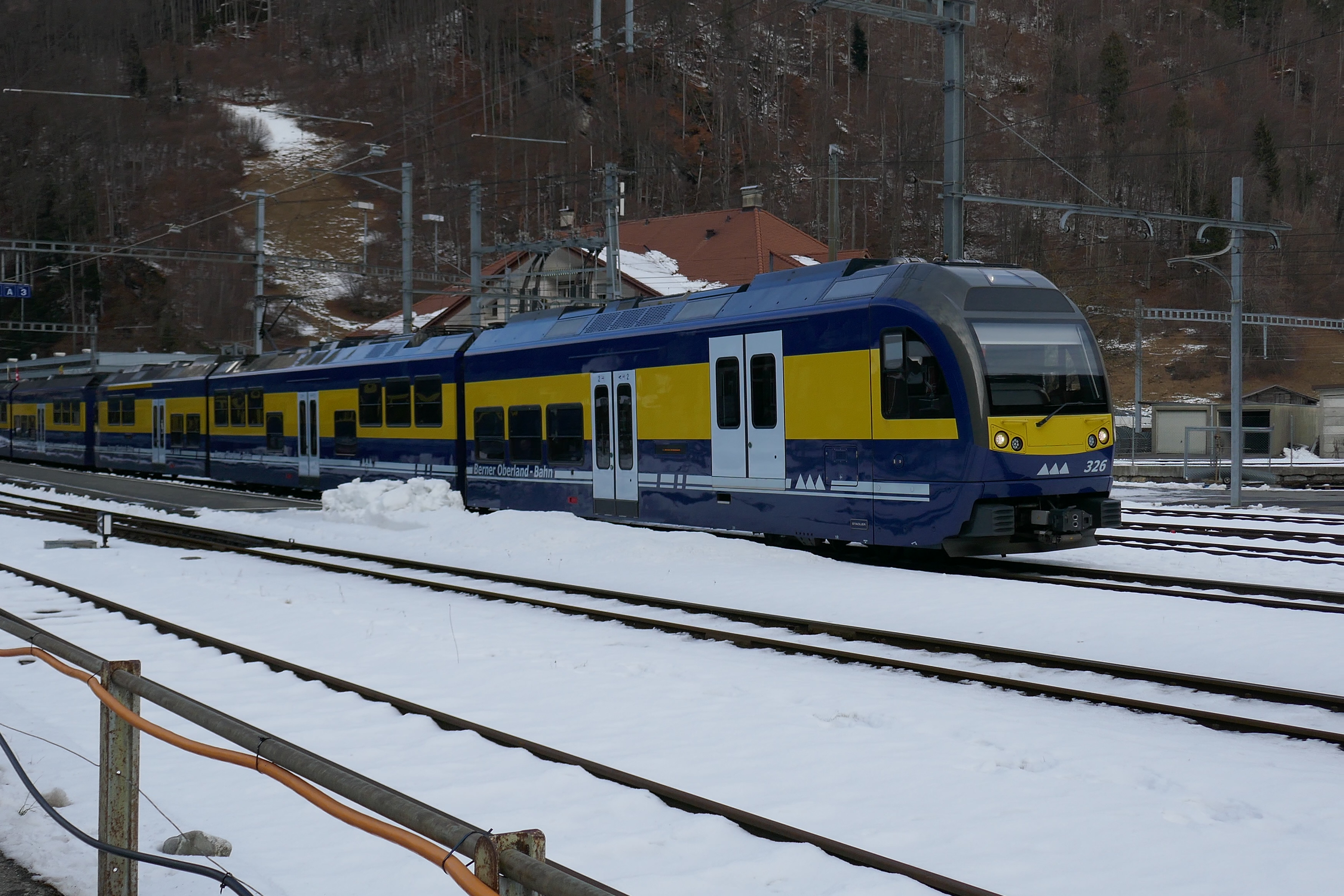
Nr. 326 in Zweilütschinen